# Локули
Ло̀кули (на италиански: Loculi; на сардински: Lòcula, Локула) е село и община в Южна Италия, провинция Нуоро, автономен регион и остров Сардиния. Разположено е на 26 m надморска височина. Населението на общината е 513 души (към 2010 г.).